# Louise de Colignystraat (Den Haag)
De Louise de Colignystraat is een straat in de wijk Bezuidenhout in de Nederlandse stad Den Haag. De straat bestaat uit drie delen; van west naar oost zijn dat de ongenummerde Louise de Colignystraat, de 2e en de 3e Louise de Colignystraat. De straat is vernoemd naar Louise de Coligny, de vierde vrouw van Willem van Oranje en de moeder van Frederik Hendrik.

## Historie
De Louise de Colignystraat werd vanaf 1896 aangelegd in het deel van Bezuidenhout wat tot dat moment nog de Veenpolder was. De naam werd vastgesteld in 1898.
De Louise de Colignystraat verbond destijds het Juliana van Stolbergplein met het Louise de Colignyplein. In de jaren 1910 werd de straat doorgetrokken van het Louise de Colignyplein naar de Laan van Nieuw Oost-Indië, waar het in 1907 geopende station Laan van NOI van de ZHESM lag. Zo ontstonden de 2e en 3e Louise de Colignystraat, die van elkaar werden gescheiden door het Van Imhoffplein.
De straat ontwikkelde zich tot een woon- en winkelstraat. Aan de 3e Louise de Colignystraat 95-129 werd in 1926 een groot winkel- en huizenblok gebouwd. Architect H. van der Heest was verantwoordelijk voor het ontwerp. Op de begane grond zijn negen winkelpanden gesitueerd, met daarboven appartementen. De winkelpuien zijn opgetrokken uit graniet en teakhout. De bovenraampjes zijn in glas-in-lood. De winkelpuien verkeren nog grotendeels in oorspronkelijke staat en het huizenblok is in 2021 op de gemeentelijke monumentenlijst geplaatst. In 2022 waren de meeste winkels niet meer als zodanig in gebruik en aangepast naar woningen.
In 1945 werd het Bezuidenhout per vergissing gebombardeerd. Hierbij werden het grootste gedeelte van de (eerste) Louise de Colignystraat en het Louise de Colignyplein en omgeving verwoest. De 2e en 3e Louise de Colignystraat kwamen ongeschonden uit de oorlog. Na de oorlog werd het plein niet meer herbouwd. Het duurde maar liefst zeventien jaar voor men het eens werd over de wederopbouw van de wijk. De huidige Louise de Colignystraat ligt waar tot 1945 het Colignyplein lag. Hier staan nu een schoolgebouw en een naoorlogse portiekflat. Het deel van de Louise de Colignystraat ten noordoosten van de Louise Henriëttestraat bestaat niet meer. Hier staat tegenwoordig het kantoorgebouw "Centre Court".

## Openbaar vervoer
In 1907 was tramlijn 7 de eerste die de straat aan deed, maar die stak de straat alleen over. Deze lijn reed een lus in één richting door diverse straten. In 1915 nam tram 4 deze route over. In 1925 werd lijn 4 op dubbelspoor verlengd door de oostelijkste delen van de Louise de Colignystraat. Aan het einde kruiste lijn 4 de Laan van Nieuw Oost Indië en lijn 7, om daarna via de Stuyvesantstraat naar eindpunt Stuyvesantplein te gaan. In 1925 kwam zomerlijn 15 er bij. In 1937 ging tram 13 ook via dezelfde route rijden, die hij overnam van lijn 4. Na het bombardement op 3 maart 1945 hebben er nooit meer trams gereden; zij werden voortaan via de hoofdwegen geleid. Buslijnen heeft de straat niet gekend.

## Afbeeldingen

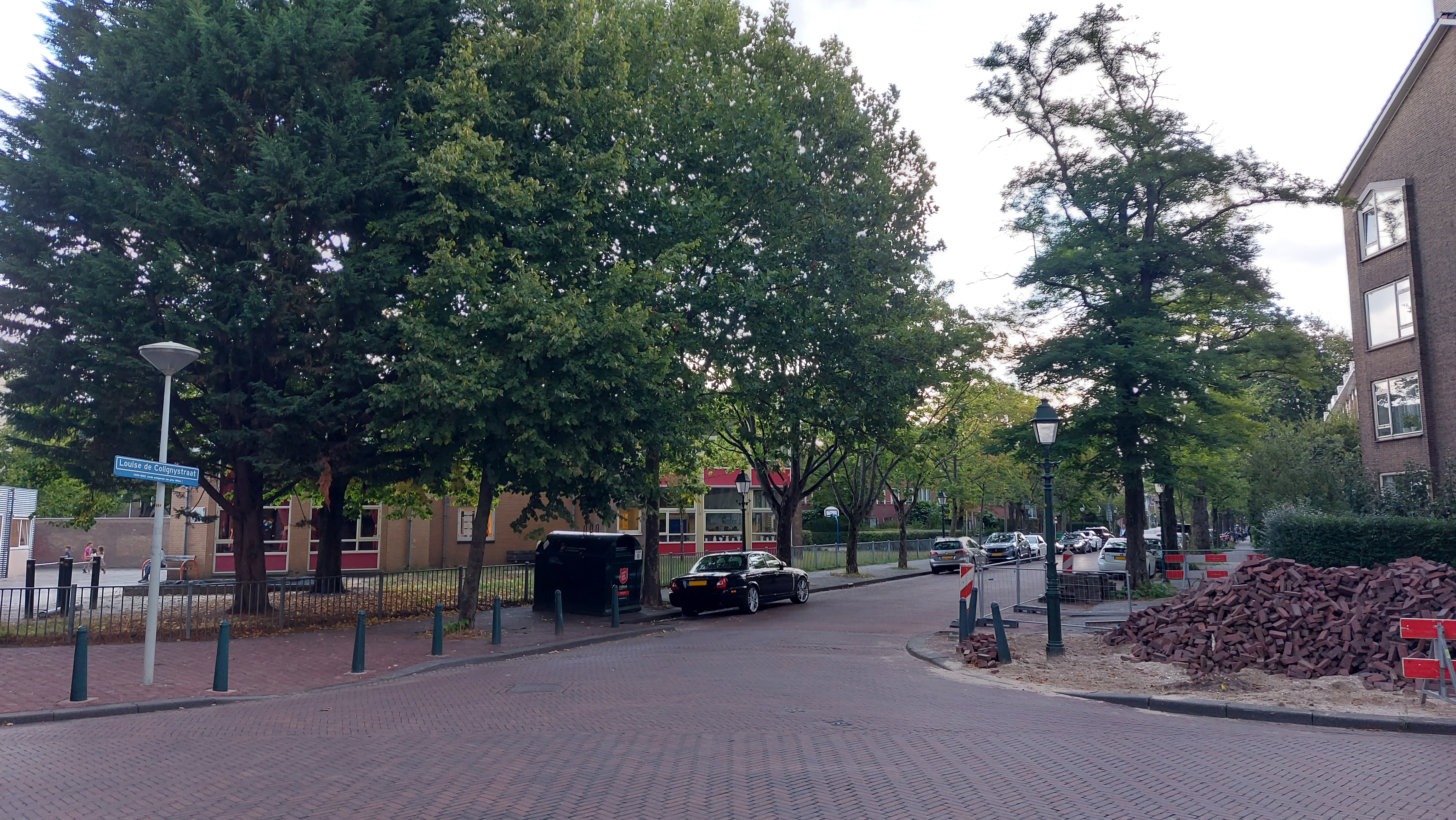
Louise de Colignystraat, kruising Louise Henriëttestraat
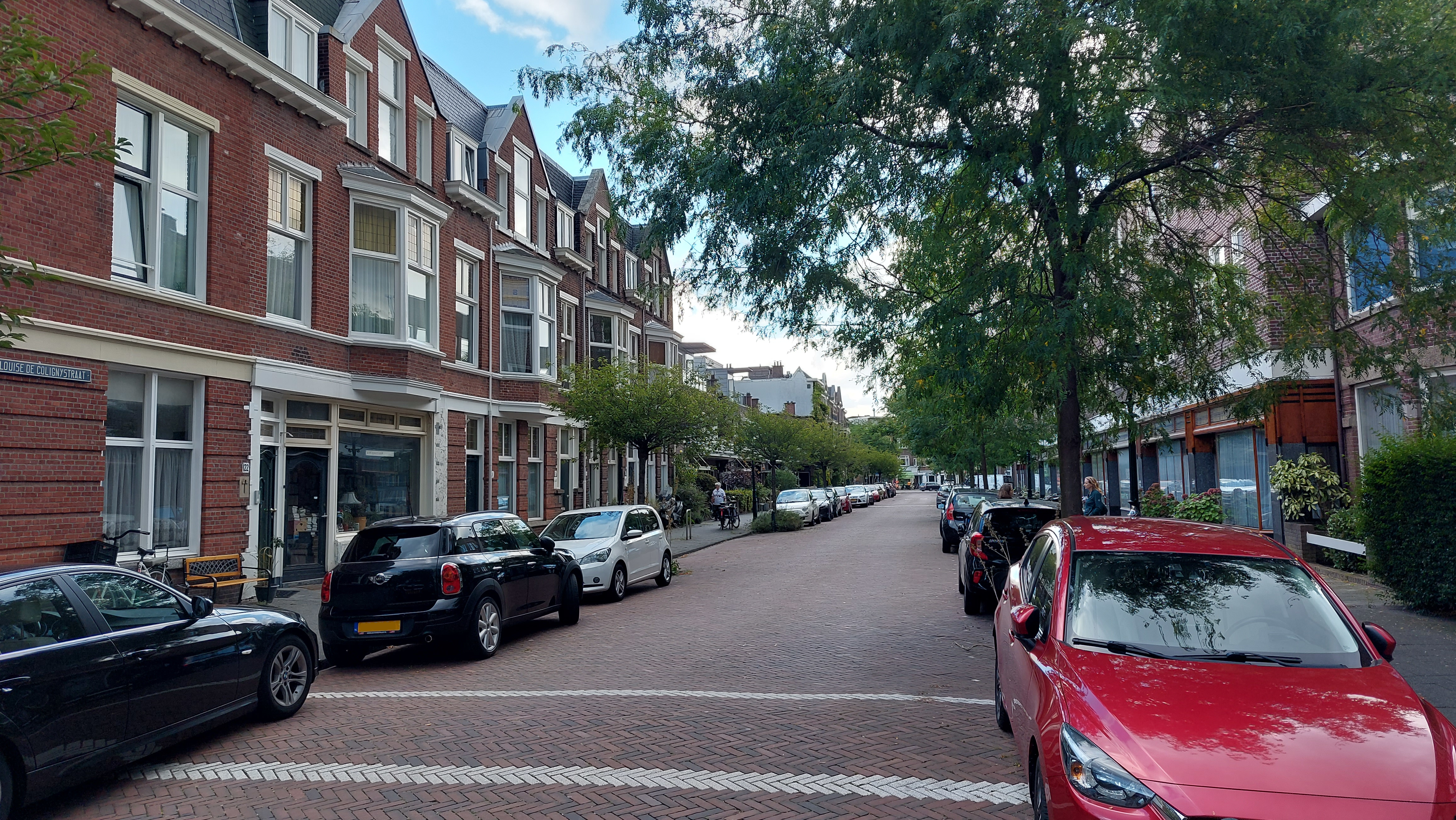
3e Louise de Colignystraat, gezien in de richting van de Laan van Nieuw Oost-Indië